# Пругасти бандикут
Пругасти бандикут (Microperoryctes longicauda) је врста сисара торбара из реда Peramelemorphia. 

## Распрострањење
Врста има станиште у Индонезији и Папуи Новој Гвинеји.

## Станиште
Пругасти бандикут има станиште на копну.

## Угроженост
Ова врста није угрожена, и наведена је као последња брига јер има широко распрострањење.

### Популациони тренд
Популациони тренд је за ову врсту непознат.